# Choe Ryong-hae
Choe Ryong-hae (Sinch'ŏn, 15 gennaio 1950) è un politico e militare nordcoreano.
Attualmente è il presidente del comitato permanente dell'Assemblea popolare suprema e vicepresidente della Commissione per gli affari di stato, ricopre entrambe le cariche dall'aprile 2019.
È anche membro del Presidium del Politburo e vicepresidente del Partito del Lavoro di Corea (PLC). È inoltre suocero della sorella di Kim Jong-un, Kim Yo-jong.

## Primi anni
Choe Ryong-hae è nato nella provincia dello Hwanghae Meridionale, più precisamente nella contea di Sinchon, il 15 gennaio 1950, da Choe Hyon, il quale ha combattuto come guerrigliero al fianco di Kim Il-sung e successivamente è stato nominato Ministro delle forze armate popolari. In quanto tale, Choe è considerato un rivoluzionario di seconda generazione con un background privilegiato. Si è unito all'Armata del popolo coreano nel 1967 e si è laureato all'Università Kim Il-sung come esperto politico ed economico.

## Carriera
La carriera politica di Choe è iniziata negli anni '70, quando ha iniziato a lavorare come istruttore politico per conto del Partito del lavoro di Corea presso l'Università Kim il-sung. Negli anni '80, è stato un membro di spicco della Lega della Gioventù Kimilsunghista-Kimjonghilista, di cui è stato vicepresidente dal 1981 e presidente dal 1986. Nel 1986 è stato anche eletto deputato all'Assemblea Popolare Suprema (APS), membro del Presidium APS e membro a pieno titolo del Comitato Centrale del PLC. Negli anni '90, ha anche guidato la Federazione calcistica della Corea del Nord (KFA). È stato insignito del titolo di Eroe della Repubblica Popolare Coreana nel 1993.
Dopo gli anni '90 Choe è stato vicedirettore del Dipartimento degli affari generali del Comitato centrale del PLC, poi dal 2006 al 2010, segretario capo del Comitato del partito della provincia di Hwanghae. Nel settembre 2010, durante la 3ª Conferenza del Partito del Lavoro di Corea, è stato promosso a Generale dell'Armata del popolo coreano e nominato segretario per gli affari militari.
Choe non ha ricevuto particolare attenzione pubblica fino alla morte del dittatore Kim Jong-il nel dicembre 2011. Infatti è stato poi visto come una risorsa chiave per assicurarsi la leadership di Kim Jong-un. Nell'aprile 2012 ha ricevuto importanti promozioni quali: a Vice Maresciallo, membro del Presidium del Politburo del Partito del lavoro di Corea, vicepresidente della Commissione militare centrale, direttore dell'Ufficio politico generale dell'esercito popolare coreano ed è stato nominato membro della Commissione di difesa nazionale, lavorando come power broker per Kim Jong-un, dopo la morte del suo predecessore Jo Myong-rok.
Nel dicembre 2012, Choe è stato retrocesso da vice maresciallo a generale. Ciò sarebbe ricollegabile alla retrocessione di Hyon Yong-chol allo stesso grado e la rimozione di Kim Jong-gak come ministro della difesa, e potrebbe essere una conseguenza della crescente insoddisfazione dell'esercito per il mandato di Choe. Inspiegabilmente Choe è stato visto indossare nuovamente le vesti di vice maresciallo in una riunione nel febbraio 2013 ed è diventato l'inviato speciale di Kim Jong-un per la Cina.
Choe è stato nominato vicepresidente di primo grado della Commissione militare centrale nell'aprile 2014, apparentemente rafforzando la sua posizione di "numero due", ma è stato sostituito dal nuovo vice maresciallo Hwang Pyong-so come capo del Politburo dell'EPC, ed è stato ufficialmente retrocesso dalla Commissione militare centrale dopo soli cinque mesi, ponendo così fine al suo coinvolgimento negli affari militari. L'agenzia di stampa nordcoreana ha riferito in seguito che era stato nominato segretario del partito responsabile delle organizzazioni sindacali e presidente della Commissione statale per la cultura fisica e lo sport, incarico precedentemente ricoperto da Jang Song-thaek. Alla fine di ottobre fu anche ripristinato alla sua posizione nel Presidium ma fu retrocesso da esso il febbraio dell'anno seguente, sebbene rimase un membro di alto rango del Politburo. È stato, tuttavia, rieletto come membro del Presidium al VII Congresso del Partito del Lavoro di Corea nel maggio 2016.
Nel gennaio 2015 è stato rivelato che il secondo figlio di Choe, Choe Song, ha sposato alla fine del 2014 la sorella minore di Kim jong-un, Kim Yo-jong.
Nell'ottobre 2017 è stato nominato Direttore del Dipartimento Organizzazione e Orientamento (DOO). Prima della sua nomina, il DOO era stato a lungo guidato, direttamente o indirettamente, da membri della famiglia Kim. Il suo predecessore infatti era Kim Jong-un.
Nell'aprile 2019 è diventato Presidente del Praesidium dell'Assemblea Popolare Suprema.

## Sanzioni
Nel dicembre 2018, il Dipartimento di Stato degli Stati Uniti e l'Ufficio di controllo delle attività estere hanno imposto sanzioni a Choe e ad altri due funzionari nordcoreani per sospette violazioni dei diritti umani e attività di censura sponsorizzate dallo stato.

## Vita privata
Secondo quanto riferito dai media, Choe ha 2 figli e 1 figlia.